# Propières
Propières és un municipi francès situat al departament del Roine i a la regió d'Alvèrnia-Roine-Alps. L'any 2007 tenia 457 habitants.

## Demografia

### Població
El 2007 la població de fet de Propières era de 457 persones. Hi havia 204 famílies de les quals 76 eren unipersonals (42 homes vivint sols i 34 dones vivint soles), 79 parelles sense fills, 38 parelles amb fills i 11 famílies monoparentals amb fills.
La població ha evolucionat segons el següent gràfic:
Habitants censats

### Habitatges
El 2007 hi havia 340 habitatges, 209 eren l'habitatge principal de la família, 97 eren segones residències i 34 estaven desocupats. 306 eren cases i 20 eren apartaments. Dels 209 habitatges principals, 149 estaven ocupats pels seus propietaris, 55 estaven llogats i ocupats pels llogaters i 5 estaven cedits a títol gratuït; 15 tenien una cambra, 15 en tenien dues, 36 en tenien tres, 48 en tenien quatre i 95 en tenien cinc o més. 188 habitatges disposaven pel capbaix d'una plaça de pàrquing. A 134 habitatges hi havia un automòbil i a 49 n'hi havia dos o més.

### Piràmide de població
La piràmide de població per edats i sexe el 2009 era:
| Homes | Edats   | Dones |
| ----- | ------- | ----- |
| 0     | 95 o +  | 0     |
| 4     | 90 a 94 | 0     |
| 0     | 85 a 89 | 20    |
| 4     | 80 a 84 | 12    |
| 20    | 75 a 79 | 4     |
| 8     | 70 a 74 | 28    |
| 16    | 65 a 69 | 16    |
| 12    | 60 a 64 | 4     |
| 20    | 55 a 59 | 24    |
| 8     | 50 a 54 | 20    |
| 4     | 45 a 49 | 4     |
| 12    | 40 a 44 | 12    |
| 24    | 35 a 39 | 16    |
| 12    | 30 a 34 | 8     |
| 8     | 25 a 29 | 8     |
| 4     | 20 a 24 | 4     |
| 8     | 15 a 19 | 8     |
| 16    | 10 a 14 | 12    |
| 12    | 5 a 9   | 8     |
| 8     | 0 a 4   | 4     |

## Economia
El 2007 la població en edat de treballar era de 258 persones, 182 eren actives i 76 eren inactives. De les 182 persones actives 173 estaven ocupades (101 homes i 72 dones) i 9 estaven aturades (4 homes i 5 dones). De les 76 persones inactives 45 estaven jubilades, 10 estaven estudiant i 21 estaven classificades com a «altres inactius».

### Ingressos
El 2009 a Propières hi havia 211 unitats fiscals que integraven 468 persones, la mediana anual d'ingressos fiscals per persona era de 14.635,5 €.

### Activitats econòmiques
Dels 29 establiments que hi havia el 2007, 1 era d'una empresa alimentària, 5 d'empreses de fabricació d'altres productes industrials, 4 d'empreses de construcció, 8 d'empreses de comerç i reparació d'automòbils, 1 d'una empresa de transport, 4 d'empreses d'hostatgeria i restauració, 2 d'empreses financeres, 2 d'empreses immobiliàries, 1 d'una empresa de serveis i 1 d'una entitat de l'administració pública.
Dels 6 establiments de servei als particulars que hi havia el 2009, 2 eren tallers de reparació d'automòbils i de material agrícola, 1 guixaire pintor, 1 fusteria, 1 electricista i 1 restaurant.
Dels 2 establiments comercials que hi havia el 2009, 1 era una botiga de menys de 120 m² i 1 una fleca.
L'any 2000 a Propières hi havia 16 explotacions agrícoles que ocupaven un total de 510 hectàrees.

## Equipaments sanitaris i escolars
El 2009 hi havia una escola elemental.

## Poblacions més properes
El següent diagrama mostra les poblacions més properes.